# Sharon Robinson
Sharon Robinson (San Francisco, 1953 –) Grammy-díjas amerikai énekesnő, dalszerző. Leonard Cohen gyakori munkatársa volt. Sok más előadónak is írt dalokat: Aaron Neville, Brenda Russell, Diana Ross, Don Henley, Randy Crawford, Roberta Flack, The Pointer Sisters, stb.

## Pályafutása
Vokálénekesnő volt Cohen  mellett 1979-2013 között. Közösen dolgoztak 1988-ban és 1992-ben is. Együttműködtek a 2004-es Dear Heather albumon és más közös munkáik is voltak.
1985-ben Grammy-díjat kapott a New Attitude című számért, ami a Beverly Hills Cop című film dala volt.
Robinson mindkét albumából, valamint a Cohennel közösen írt dalokkal 2015-ben turnéja volt. Ez egybeesett második önálló albumának, a Caffeinenek megjelenésével: egyszerre Belgiumban, Hollandiában, Németországban, Franciaországban, Írországban, Skóciában és Angliában. A Caffeine 10 új számot tartalmazott, amelyet ő írt, és egy dallal (Lucky), amelyet az 1980-as években Cohennel közösen írtak, de korábban nem adták ki.

## Albumok
- Everybody Knows (2008)
- Caffeine (2015)

## Díjak
- 1997: Grammy-díj (+ négy jelölés)